# Neuci Ramos da Silva
Neuci Ramos da Silva (... – 9 gennaio 2015) è stata una cestista brasiliana.

## Carriera
Con il Brasile ha disputato i Campionati mondiali del 1957, quattro edizioni dei Campionati sudamericani (1958, 1960, 1962, 1965) e tre dei Giochi panamericani (1955, 1959, 1963).